# BMW 7 Серії (G11/G12)
BMW G11/G12 — шосте покоління моделі автомобілів BMW 7-Серії. Вперше представлена 10 червня 2015 на презентації в Мюнхені. Дебют моделі відбудеться на мотор-шоу у Франкфурті осінню 2015 року. Попередник BMW F01/F02, який випускався з 2008 по 2015 рік.
Модель зі звичайною базою має заводський індекс G11, а з подовженою базою (універсал) G12. В маркуванні для продажу позначають 730d для першого випадку і 730Ld для другого.

## Опис

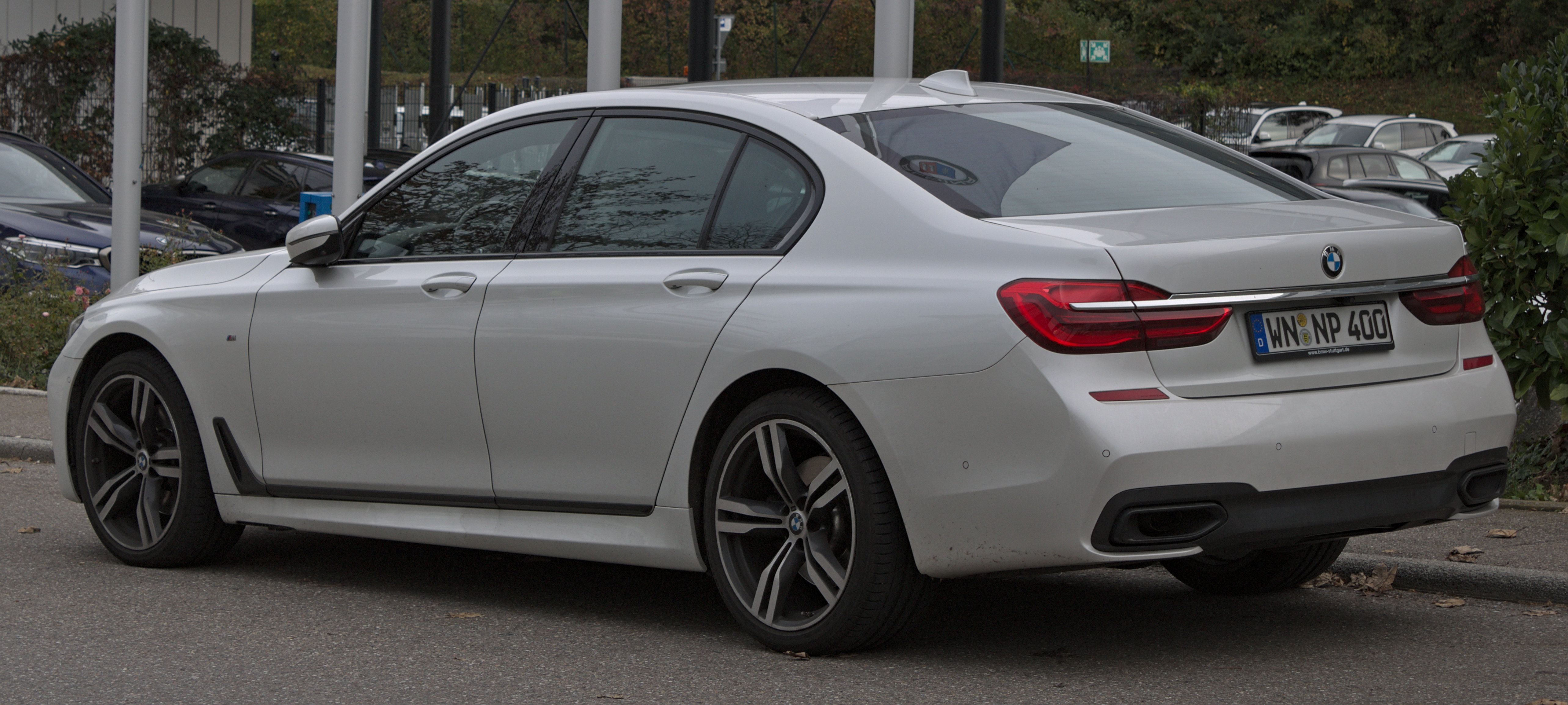
BMW 750i (G11)

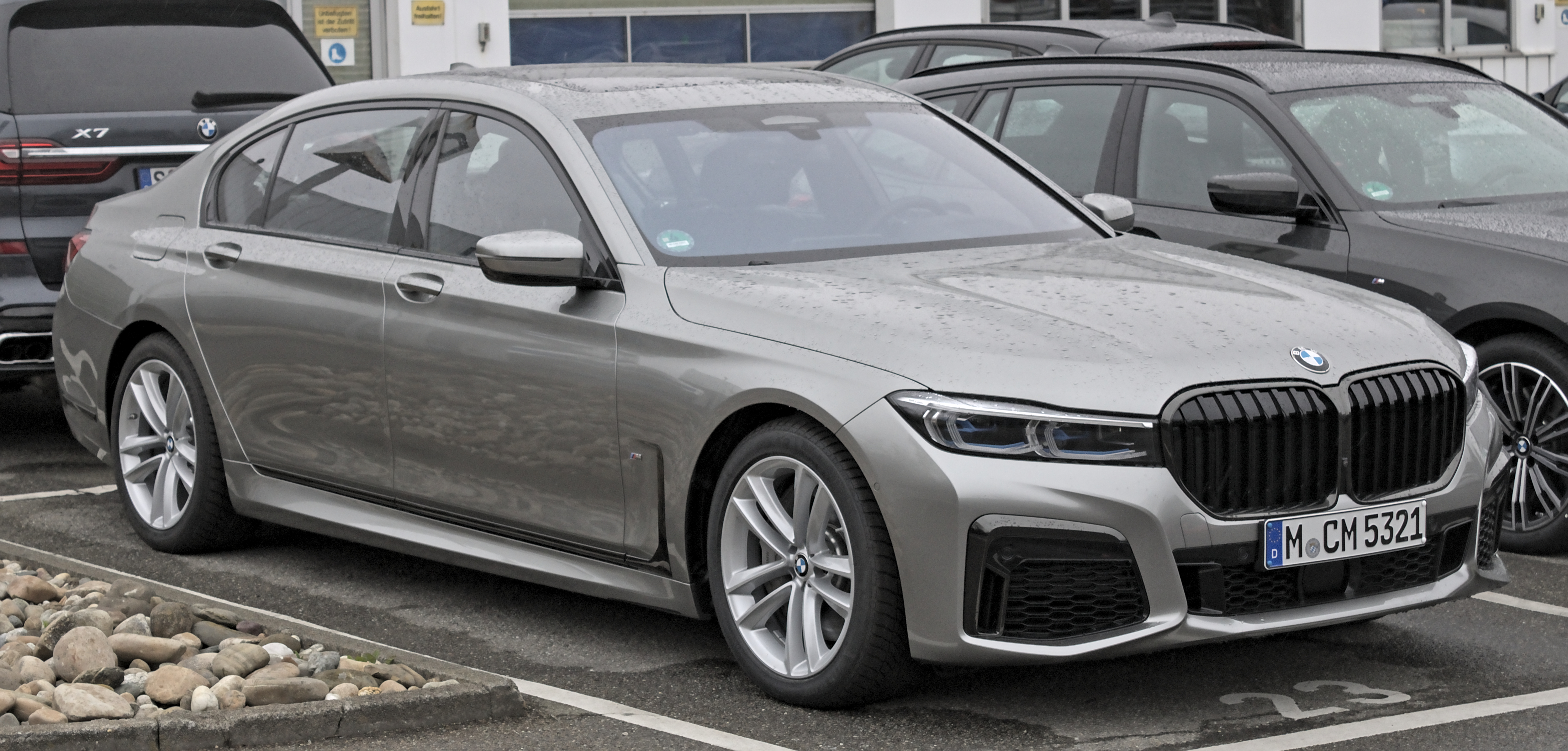
BMW 75050Ld (G12) (з 2019)

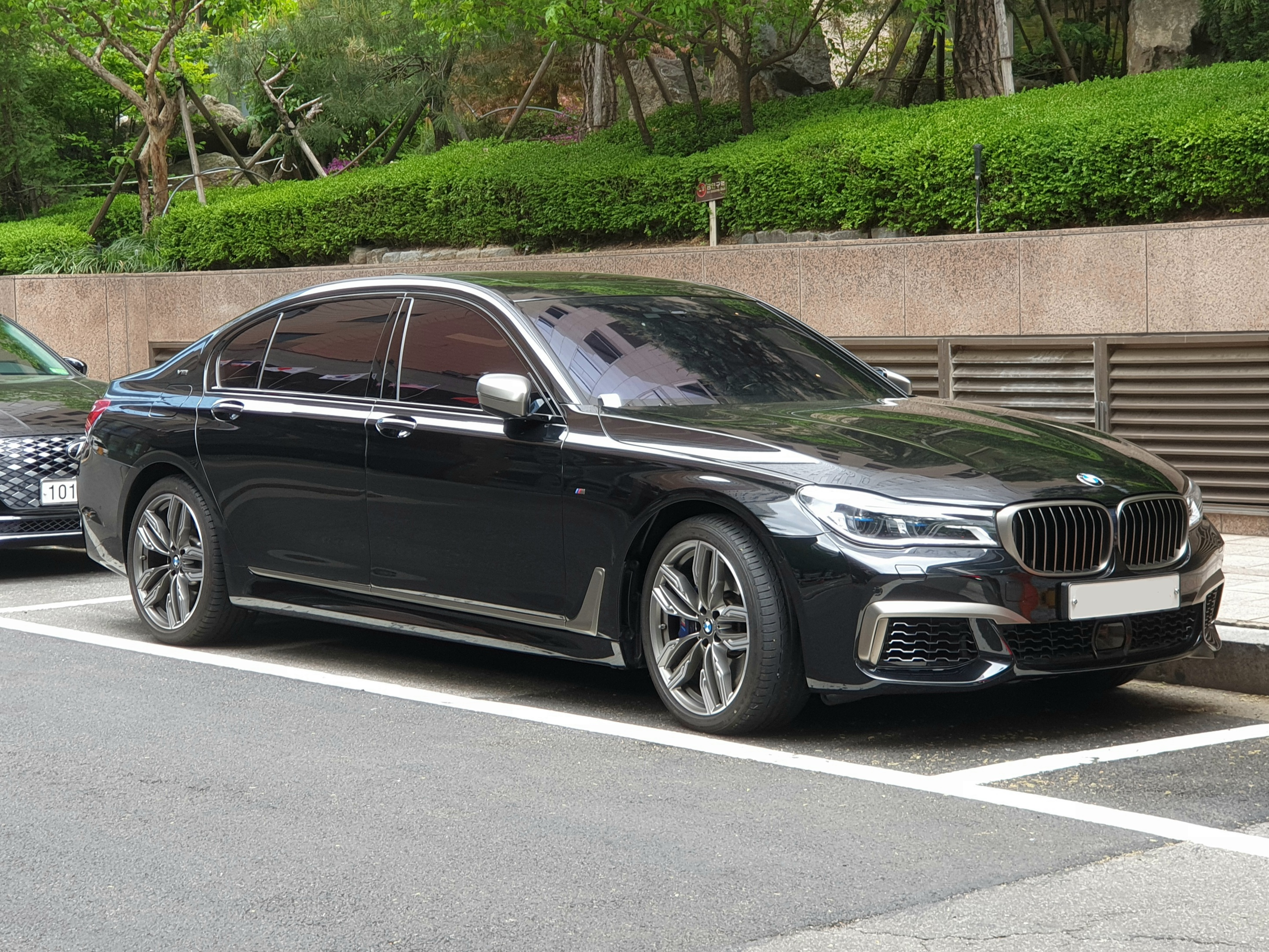
BMW M760Li

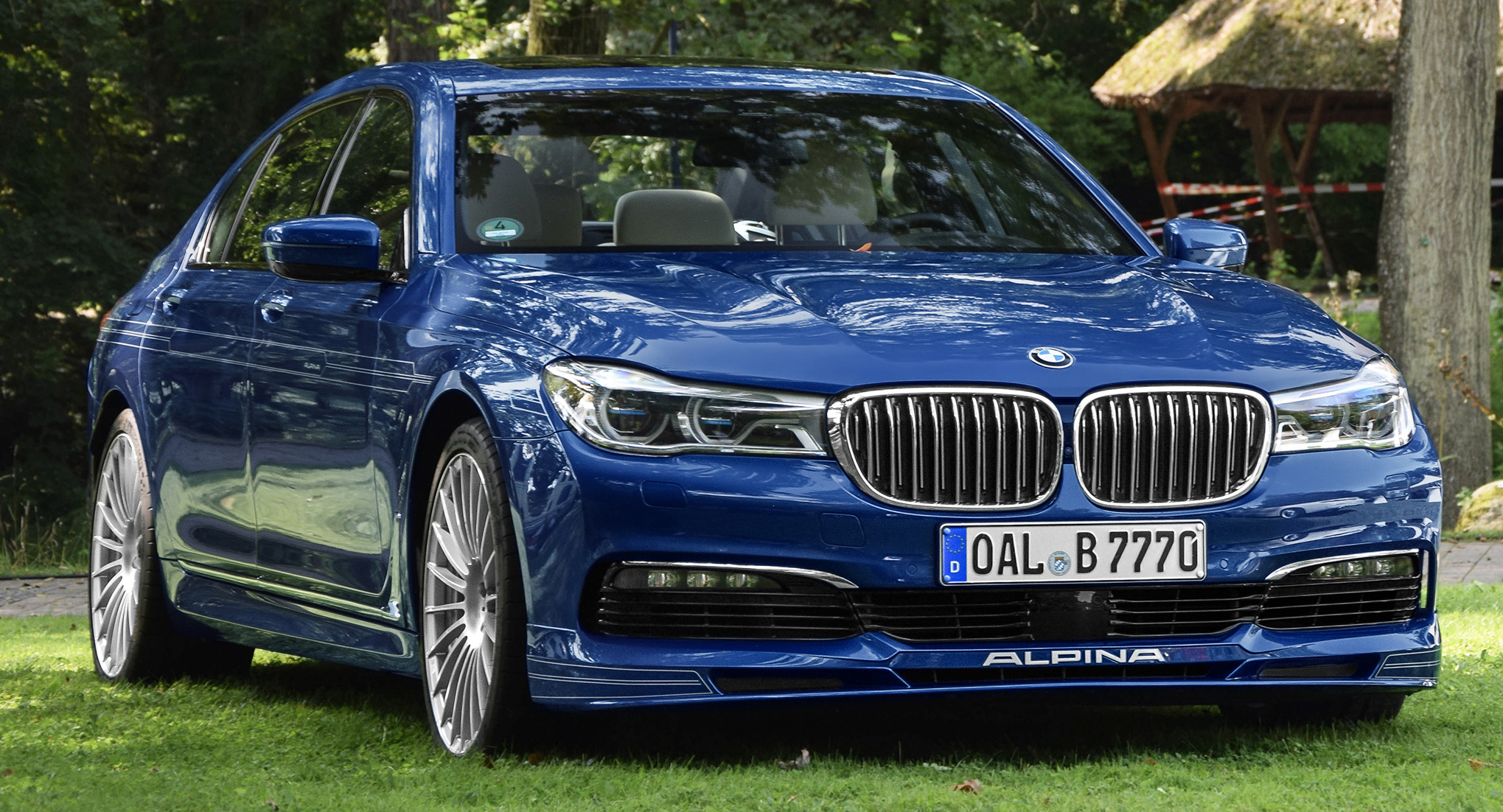
Alpina B7

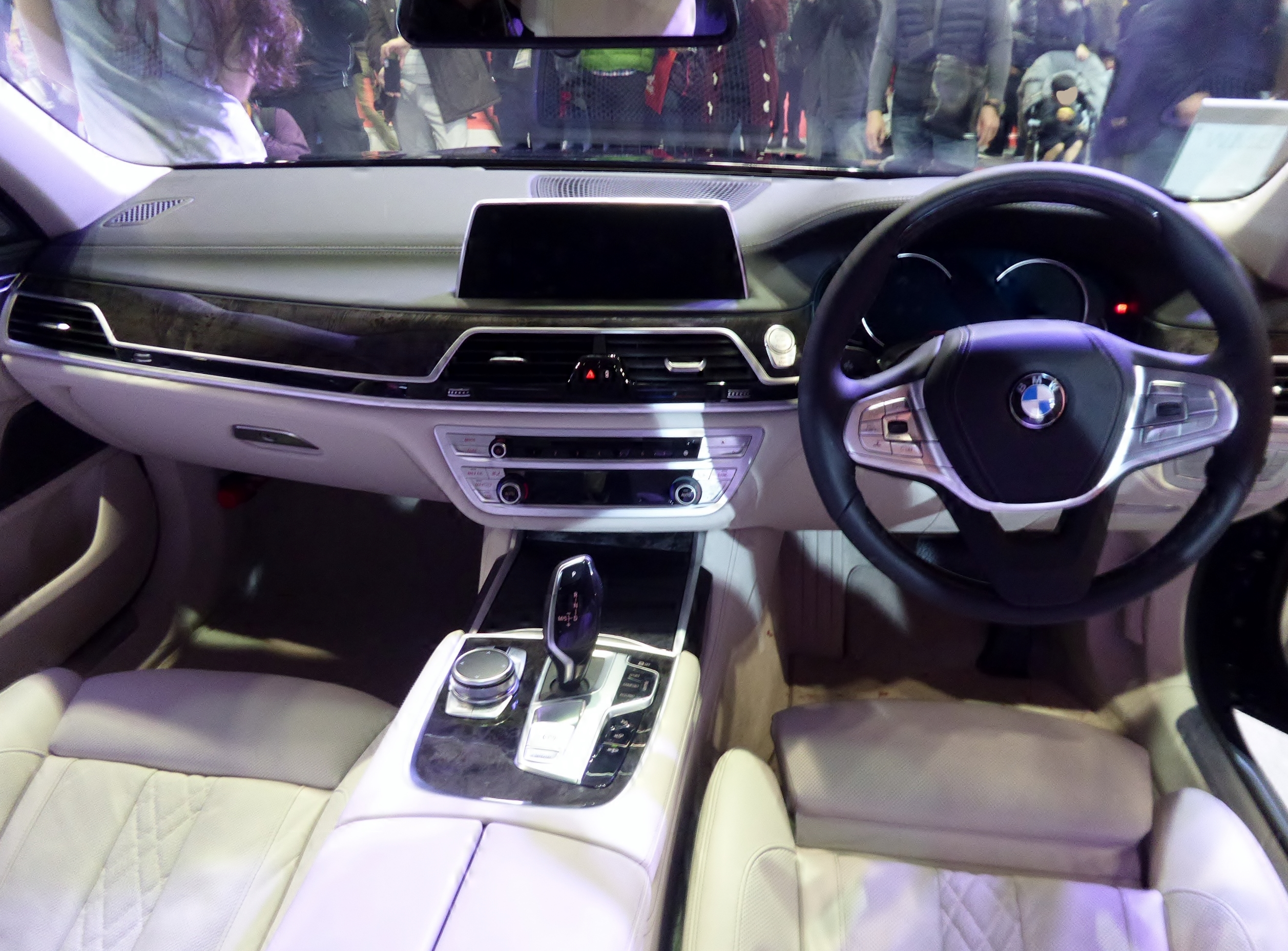

Автомобіль побудований на новій модульній платформі «35up» яка також називається CLAR (classical architecture, або cluster architecture), в конструкції якої використаний армований вуглецевим волокном пластик, завдяки чому маса авто знизилась на 130 кг в порівнянні з попередником. Центральні і задні стійки, а також центральний тунель, виконані з композитного матеріалу. Двері і дах виготовлені з алюмінію.
Коефіцієнт аеродинамічного опору знижений на 15 %. Цього вдалося досягти завдяки гладкому облицюванню днища кузова, дзеркал заднього огляду нової форми, повітропроводів у передніх крилах, завдяки яким із колісних арок виводяться потоки повітря. В решітку радіатора вмонтовано активні повітряні заслони, які можуть регулювати себе в п'яти положеннях в залежності від потреб двигуна.
Флагман від BMW доступний як і з заднім приводом так із повним, а також зі звичайною колісною базою та подовженою. На авто встановлений новий електромеханічний підсилювач керма і повно-кероване шасі, яке буде пропонуватися як опція для всіх версій. Ця система дозволяє повертати заднім колесам на три градуси в протилежну сторону переднім при маневруванні в місті і на два градуси в ту ж саму сторону на високих швидкостях.
Для нової 7-Серії пропонується система Executive Drive Pro. Доступна для всіх версій окрім 740e. Вона працює в парі з пневматичною підвіскою, адаптивними амортизаторами і активними стабілізаторами поперечної стійкості з електромеханічним регулюванням. Система компенсує крени в поворотах, а на прямих робить підвіску максимально комфортною. Також має можливість, аналізуючи дорожні умови попереду, заздалегідь налаштовувати жорсткість амортизаторів. Дані про дорожню обстановку попереду електроніка отримує за допомогою стереоскопічної відеокамери, навігаційних даних та аналізу стилю водіння.
На авто встановлено систему iDrive нового покоління, котрий має сенсорний інтерфейс та функцію керування жестами. За допомогою спеціальних жестів рукою перед екраном можна регулювати гучність звука, відповідати на телефоні дзвінки або ж закріпити за допомогою жесту яку не будь функцію. Також доступна безпровідна зарядка для мобільного телефону.
Одне з головних нововведень, це дистанційне керування паркуванням. Водій може вийти з авто, натиснути спеціальну кнопку і автомобіль самостійно стане на паркувальне місце або заїде в гараж.
Головною особливістю новинки є лазерна оптика головного світла, яка стала першою серійною для BMW. Світловий пучок світить на відстань у 600 метрів, що є набагато більше звичайних та галогенових ламп.
Версія 730d набирає 100 за 5.8 секунди, 740i за 5.5 секунди, 750i — 4.4 секунди. Версія 740e має розгін 5.5 секунд до сотні.
Для моделі доступний спорт-пакет M Sport з особливим оформленням кузова та салону, а також ексклюзивними дисками та кольором окрасу.
В список оснащення входить аудіосистема Bowers & Wilkins, система нічного бачення, панорамний скляний дах з 6-ма кольорами підсвітки, проєкційний дисплей, який на 75 % більше попереднього. Також авто отримало кліматичну установку з іонізацією та ароматизацією повітря, сенсорний 7-дюймовий планшет, вбудований в центральний підлокітник заднього ряду, що керує всією інформаційно-розважальною системою.
Об'єм багажника БМВ 7-Серії 2022 року складає 515 літрів.

## Двигуни

### Двигуни
Бензинові:
- 2.0 L B48 I4 turbo
- 3.0 L B58 I6 turbo
- 4.4 L N63 V8 twin-turbo
- 6.6 Ll N74 V12 twin-turbo

Plug-in hybrid:
- 2.0 L B48 I4 turbo
- 3.0 L B58 I6 turbo

Дизельні:
- 2.0 L B47 I4 turbo
- 3.0 L B57 I6 turbo/quad-turbo

BMW TwinPower Turbo 8-циліндровий бензиновий двигун.
Новий BMW TwinPower Turbo 8-циліндровий бензиновий двигун поєднує в собі два турбокомпресори Valvetronic з повністю регульованими клапанами і прямим впорскуванням бензину High-Precision Injection. Потужність 330 кВт (450 к.с.), а обертальний момент 650 Нм. Обидва турбокомпресори розташовані між рядами циліндрів.
BMW 750i і BMW 750Li, будуть доступні з 4-го кварталу 2015.
| BMW 750i/Li Sedan |                       |
| --- | --------------------- |
| \| Викиди CO2 г/км \| 184/187 \| \| Витрата палива на 100 л/км \| 7.9/8.0 \| \| Циліндри/клапани \| 8/4 \| \| Об'єм \| 4,395 \| \| Потужність кВт (к.с.) при 1/хв \| 330 (450)/5,500–6,000 \| \| Ступінь стиснення: 1 \| 10.5 \| |                       |
| Викиди CO2 г/км | 184/187               |
| Витрата палива на 100 л/км | 7.9/8.0               |
| Циліндри/клапани | 8/4                   |
| Об'єм | 4,395                 |
| Потужність кВт (к.с.) при 1/хв | 330 (450)/5,500–6,000 |
| Ступінь стиснення: 1 | 10.5                  |

| BMW 750i/Li xDrive Sedan |                       |
| --- | --------------------- |
| \| Викиди CO2 г/км \| 194–189/197–192 \| \| Витрата палива на 100 л/км \| 8.3–8.1/8.5–8.3 \| \| Циліндри/клапани \| 8/4 \| \| Об'єм \| 4,395 \| \| Потужність кВт (к.с.) при 1/хв \| 330 (450)/5,500–6,000 \| \| Ступінь стиснення: 1 \| 10.5 \| |                       |
| Викиди CO2 г/км | 194–189/197–192       |
| Витрата палива на 100 л/км | 8.3–8.1/8.5–8.3       |
| Циліндри/клапани | 8/4                   |
| Об'єм | 4,395                 |
| Потужність кВт (к.с.) при 1/хв | 330 (450)/5,500–6,000 |
| Ступінь стиснення: 1 | 10.5                  |

BMW TwinPower Turbo рядний 6-циліндровий бензиновий двигун. BMW TwinPower Turbo рядний 6-циліндровий бензиновий двигун із сімейства двигунів EfficientDynamics. Має подвійну VANOS систему Valvetronic та подвійне турбонаддування TwinScroll. Потужність 240 кВт (326 к.с.).
| BMW 740i/Li Sedan |                       |
| --- | --------------------- |
| \| Викиди CO2 г/км \| 164–154 \| \| Витрата палива на 100 л/км \| 7.0–6.6 \| \| Циліндри/клапани \| 6/4 \| \| Об'єм \| 2,998 \| \| Потужність кВт (к.с.) при 1/хв \| 240 (326)/5,500–6,500 \| \| Ступінь стиснення: 1 \| 11.0 \| |                       |
| Викиди CO2 г/км | 164–154               |
| Витрата палива на 100 л/км | 7.0–6.6               |
| Циліндри/клапани | 6/4                   |
| Об'єм | 2,998                 |
| Потужність кВт (к.с.) при 1/хв | 240 (326)/5,500–6,500 |
| Ступінь стиснення: 1 | 11.0                  |

BMW TwinPower Turbo 4-циліндровий бензиновий двигун eDrive. Двигун сімейства eDrive поєднує в собі гібридний привід з повним приводом. Основні компоненти приводу включають в себе 4-циліндровий 2-літровий бензиновий двигун з технологією BMW TwinPower Turbo, електричний двигун, і повний привід xDrive.
eDrive моделі 740e, 740Le і 740Le xDrive будуть доступні з 2016 року.
| BMW 740e/Le Sedan |           |
| --- | --------- |
| \| Викиди CO2 г/км \| 49 \| \| Витрата палива на 100 л/км \| 2.1 \| \| Циліндри/клапани \| 4/4 \| \| Потужність кВт (к.с.) \| 240 (326) \| \| Потужність електродвигуна кВт (к.с.) \| 70 (95) \| |           |
| Викиди CO2 г/км | 49        |
| Витрата палива на 100 л/км | 2.1       |
| Циліндри/клапани | 4/4       |
| Потужність кВт (к.с.) | 240 (326) |
| Потужність електродвигуна кВт (к.с.) | 70 (95)   |

| BMW 740Le xDrive Sedan |           |
| --- | --------- |
| \| Викиди CO2 г/км \| 53 \| \| Витрата палива на 100 л/км \| 2.3 \| \| Циліндри/клапани \| 4/4 \| \| Потужність кВт (к.с.) \| 240 (326) \| \| Потужність електродвигуна кВт (к.с.) \| 70 (95) \| |           |
| Викиди CO2 г/км | 53        |
| Витрата палива на 100 л/км | 2.3       |
| Циліндри/клапани | 4/4       |
| Потужність кВт (к.с.) | 240 (326) |
| Потужність електродвигуна кВт (к.с.) | 70 (95)   |

BMW TwinPower Turbo рядний 6-циліндровий дизельний двигун. Новий BMW TwinPower Turbo рядний 6-циліндровий дизельний двигун в BMW 730d/Ld має турбокомпресори із змінною геометрією турбіни і безпосереднім уприскуванням CommonRail. Двигун має потужність 195 кВт (265 к.с.) і обертальний момент в 620 Нм. Версія BMW 740d/Ld має виключно повний привід та потужність в 235 кВт (320 к.с.).
Завдяки технології BluePerformance, всі дизельні моделі BMW 7-Серії мають можливість подальшого оптимізування викидів двигуна.
BMW 740d xDrive і BMW 740Ld xDrive, будуть доступні з 4-го кварталу 2015 року.
| BMW 730d/Ld/730d/Ld xDrive Sedan |                         |
| --- | ----------------------- |
| \| Викиди CO2 г/км \| 129–119/132–122/137–127 \| \| Витрата палива на 100 л/км \| 4.9–4.5/5.0–4.6/5.2–4.8 \| \| Циліндри/клапани \| 6/4 \| \| Об'єм \| 2,993 \| \| Потужність кВт (к.с.) при 1/хв \| 195 (265)/4,000 \| \| Ступінь стиснення: 1 \| 16.5 \| |                         |
| Викиди CO2 г/км | 129–119/132–122/137–127 |
| Витрата палива на 100 л/км | 4.9–4.5/5.0–4.6/5.2–4.8 |
| Циліндри/клапани | 6/4                     |
| Об'єм | 2,993                   |
| Потужність кВт (к.с.) при 1/хв | 195 (265)/4,000         |
| Ступінь стиснення: 1 | 16.5                    |

| BMW 740d/Ld xDrive Sedan |                 |
| --- | --------------- |
| \| Викиди CO2 г/км \| 129/132 \| \| Витрата палива на 100 л/км \| 4.9/5.0 \| \| Циліндри/клапани \| 6/4 \| \| Об'єм \| 2,993 \| \| Потужність кВт (к.с.) при 1/хв \| 235 (320)/4,400 \| \| Ступінь стиснення: 1 \| 16.5 \| |                 |
| Викиди CO2 г/км | 129/132         |
| Витрата палива на 100 л/км | 4.9/5.0         |
| Циліндри/клапани | 6/4             |
| Об'єм | 2,993           |
| Потужність кВт (к.с.) при 1/хв | 235 (320)/4,400 |
| Ступінь стиснення: 1 | 16.5            |

Цифри для споживання палива, викидів CO2 і споживання електроенергії залежить від обраних дисків і розмірів шин.

### Трансмісія
8-ступінчаста Steptronic передач для сімейства BMW EfficientDynamics. Коробка передач зменшує кількість обертів на високих швидкостях, тим самим знижуючи витрату палива і рівень шуму двигуна.
Коробка має вбудовані функції інтелектуальної трансмісії такі, як постійний моніторинг руху автомобіля та ситуації трафіку. Завдяки такому контролю коробка вибирає оптимальну передачу для відповідного режиму руху. Блок управління передач пов'язаний з навігаційною системою і в залежності від обраного маршруту, коробка обирає в який режим їй перемкнутись, в спортивний чи комфортний.

### BMW xDrive
xDrive — інтелектуальна система повного приводу, яка адаптується до умов дорожнього покриття, тим самим пропонуючи оптимальну тягу. Повний привід і система динамічного контролю курсової стійкості (DSC) забезпечує, щоб автомобіль залишався стабільним. За допомогою системи датчиків DSC, xDrive розподіляє потужність приводу між осями для того, щоб запобігти появі надлишкової або недостатньої поворотності, тим самим забезпечуючи оптимальну курсову стійкість.